# Namandia periscelis
Namandia periscelis är en spindelart som först beskrevs av Simon 1903.  Namandia periscelis ingår i släktet Namandia och familjen Desidae.
Artens utbredningsområde är Tasmanien. Inga underarter finns listade i Catalogue of Life.